# Mary Katharine Brandegee
Mary Katharine Layne, (casada 1.ª nupcias Curran, 2.ª nupcias Brandegee; Tennessee, 28 de octubre de 1844-Berkeley, 30 de abril de 1920) fue una botánica estadounidense.
Fue la más pequeña de una familia de diez hermanos de Marshall Layne y de Mary Morris. Después de numerosas mudanzas, la familia Layne se instala en Folsom, California.
En 1866, se casa con Hugh Curran, policía de origen irlandés. En 1874, fallece, y Mary parte a vivir a San Francisco y estudia en el "Departamento de Medicina" de la Universidad de California, diplomándose en 1878, comenzando a ejercerla; y, luego, descubre la Botánica. Su profesor, Hans Hermann Behr (1818-1904), le presenta a los naturalistas de la Academia de Ciencias de California. Y ella se ocupa de curadora de Botánica de 1883 a 1893.
En 1889, se casa con el botánico Townshend Stith Brandegee (1843-1925), ingeniero y colector de plantas. Juntos, aseguran la edición de las publicaciones de la Academia de Ciencias de California, donde Mary era la responsable desde 1883. Fundan también una revista de Botánica dedicada a la flora del oeste del país: Zoe.

## Publicaciones
- Notes on Cacteae I. En: Erythea. Tomo 5, 1897, pp. 111–123, en línea
- Notes on Cacteae II. En: Zoe. Tomo 5, N.º 10, agosto de 1905, pp. 189–195, en línea

## Honores

### Epónimos
Muchas especies le fueron dedicadas como:
- Astragalus layneae Greene, 1885
- Packera layneae (Greene) W.A.Weber & Á.Löve, 1883 por Edward Lee Greene (1843-1915).

Con su abundante producción y por sus dos matrimonios, ella es una de las raras botánicas que poseen dos abreviaturas oficiales.

## Fuente
- Marilyn Ogilvie et Joy Harvey (dir.) (2000). The Biographical Dictionary of Women in Science. Pionneering Lives from Ancient Times to the Mid-20th Century, deux volumes, Routledge (New York) : 47-48. ISBN 0-415-92038-8

- La abreviatura «Curran» se emplea para indicar a Mary Katharine Brandegee como autoridad en la descripción y clasificación científica de los vegetales.[1]
- La abreviatura «K.Brandegee» se emplea para indicar a Mary Katharine Brandegee como autoridad en la descripción y clasificación científica de los vegetales.[2]